# Чхве Хён Ук
Чхве Хён Ук (кор. 최현욱?, 崔|顯|旭?; род. 30 января 2002 года, Республика Корея) — южнокорейский актёр. В 2019 году он начал свою актёрскую карьеру, сыграв главную роль в веб-дораме «Любовь в реальном времени». Роли в телесериалах SBS «Таксист» и «Парни с ракетками» принесли ему награду на премии SBS Drama Awards 2021 в категории «Лучший новый актёр». Получил большее признание за роли в сериалах: «Двадцать пять, двадцать один» (2022), «Слабый герой» (2022), «Охотник за дезертирами» (2023) и «Мерцающий арбуз» (2023). Лауреат престижной корейской телепремии «Голубой дракон» и номинант на премию «Пэксан».

## Ранняя жизнь и образование
Чхве Хён Ук родился 30 января 2002 года. В детстве он десять лет занимался баскетболом. В первый год учёбы в средней школе он получил травму локтя и перенёс операцию и реабилитацию, но это не улучшило его состояния. Из-за сложившейся ситуации он изменил свою карьерный путь и занялся актёрским искусством. В конце концов, Чхве оставил среднюю школу Каннын, а также свою должность в школьной бейсбольной команде, и перевёлся в школу искусств Ханлим на факультет радиовещания и развлечений, которую успешно окончил.

## Карьера
В 2019 году Чхве дебютировал в качестве актёра в веб-сериале WhyNot Media «Любовь в реальном времени», сыграв роль Мун Е Чана. Изначально он не планировал проходить прослушивание для участия в сериале, так как хотел только набраться опыта. Но, к его удивлению, ему предложили эту роль.
23 марта 2020 года агентство «Gold Medalist» подтвердило, что Чхве прошёл кастинг на роль в веб-дораме «Парень и девушка из манги», основанной на популярном одноимённом вебтуне. Съёмки сериала начались в следующем месяце. Он вышел в эфир 25 июня.
В апреле 2021 года Чхве появился в дораме от SBS «Таксист» в роли Пак Сын Тхэ, школьного хулигана. Он был антагонистом в 3-м и 4-м эпизодах сериала. Месяцем ранее он был выбран на главную роль в другой дораме от SBS «Парни с ракетками». Чхве ненадолго появился в сериале «Чирисан» в роли Лим Чхоль Кена во флешбэке с Со И Каном, одним из главных героев.
В 2022 году популярность Чхве возросла после того, как он снялся в телесериале о совершеннолетии «Двадцать пять, двадцать один» вместе с Ким Тхэ Ри, Нам Джу Хёком, Ким Чжи Ён и Ли Чжу Мён. В том же году он снялся в телесериале «Слабый герой» вместе с Хон Гёном и Пак Джихуном.
В 2023 году он снялся в дораме «Мерцающий арбуз» вместе с Рё Уном, Соль Ин А и Шин Ын Су.

## Противоречивость

### Появление в клубе
В 2022 году актёр был замечен в клубе, что вызвало смешанную реакцию у пользователей Интернета. Автор поста заявила, что была удивлена увидеть актёра в клубе, а также то, что тот показывал средний палец и покинул клуб с «девушкой с татуировками и большой грудью».

### Курение и бросание окурков в неположенном месте
В октябре 2023 года в Сети появилось видео, на котором был запечатлён Чхве Хён Ук с девушкой, курящий и бросающий сигаретные окурки в неположенном месте. Видео быстро распространилось по сети, вызвав споры и критику общественности. Позже актёр опубликовал рукописное письмо с извинениями и признанием своей вины, однако извинение было раскритиковано как половинчатое, в котором прямо не упоминалось о его курении и бросании окурков. Чхве был оштрафован на 50 000 вон после того, как видео было изучено и подтверждено нарушение. Штраф был полностью выплачен, а Чхве ещё раз принёс свои извинения фанатам и общественности.

### Неосторожная публикация
В ноябре 2024 года Чхве опубликовал на своей странице Instagram фотографию, на которой была запечатлена статуэтка Bearbrick. Из-за отражающего материала статуэтки фанаты рассмотрели в отражении то, что сфотографировавший её актёр был обнажённым и, несмотря на то, что пост был быстро удалён, содержимое моментально распространилось по сети. Агентство актёра, «Gold Medalist», отказалось от комментариев.

## Фильмография

### Телевидение
| Год  | Название                             | Роль                    | Примечание                       | Ист.        |
| ---- | ------------------------------------ | ----------------------- | -------------------------------- | ----------- |
| 2021 | Таксист                              | Пак Сын Тхэ             | Приглашённый актёр; 3-4-й эпизод | [ 8 ] [ 9 ] |
| 2021 | Парни с ракетками                    | На У Чан                |                                  | [ 10 ]      |
| 2021 | Чирисан                              | подросток Лим Чхоль Кен | Приглашённый актёр; 6-й эпизод   | [ 11 ]      |
| 2022 | Двадцать пять, двадцать один         | Мун Джи Ун              |                                  | [ 21 ]      |
| 2023 | Мерцающий арбуз                      | Ха И Чан                |                                  | [ 14 ]      |
| 2025 | Этот парень — чёрный огненный дракон | Бан Чжу Ён              |                                  | [ 22 ]      |

### Веб-сериалы
| Год       | Название                  | Роль       | Примечание | Ист.          |
| --------- | ------------------------- | ---------- | ---------- | ------------- |
| 2019-2020 | Любовь в реальном времени | Мун Е Чан  | 1-4 сезон  | [ 23 ]        |
| 2020      | Парень и девушка из манги | Но Е Чжун  |            | [ 6 ] [ 7 ]   |
| 2022      | Слабый герой              | Ан Су Хо   |            | [ 24 ]        |
| 2023      | Охотник за дезертирами    | Шин А Хуэй | 2 сезон    | [ 25 ] [ 26 ] |
| 2023      | Привет, печенька          | Со Хо Су   |            | [ 27 ] [ 28 ] |

### Появление в музыкальных видео
| Год  | Название песни | Артист   | Ист.   |
| ---- | -------------- | -------- | ------ |
| 2022 | «Ditto»        | NewJeans | [ 29 ] |
| 2023 | «Alley»        | Ли Хай   | [ 30 ] |
| 2024 | «My Beloved»   | Ли Хай   | [ 31 ] |

## Дискография

### Появление в саундтреках
| Название                                                | Год  | Наивысшая позиция | Наивысшая позиция | Альбом                           |
| Название                                                | Год  | KOR               | KOR Hot           | Альбом                           |
| ------------------------------------------------------- | ---- | ----------------- | ----------------- | -------------------------------- |
| «With» (с Ким Джиён, Ким Тхэри, Ли Джумён и Нам Джухёк) | 2022 | 40                | 54                | Двадцать пять, двадцать один OST |

## Награды и номинации
| Награда                      | Год  | Категория                        | Работа                                          | Результат | Ист.   |
| ---------------------------- | ---- | -------------------------------- | ----------------------------------------------- | --------- | ------ |
| APAN Star Awards             | 2022 | Лучший новый актёр               | Парни с ракетками; Двадцать пять, двадцать один | Номинация | [ 35 ] |
| Asia Contents Awards         | 2022 | Новичок — актёр                  | Двадцать пять, двадцать один                    | Номинация | [ 36 ] |
| Премия «Пэксан»              | 2022 | Лучший новый актёр — телевидение | Двадцать пять, двадцать один                    | Номинация | [ 37 ] |
| Телепремия «Голубой дракон»  | 2023 | Премия «Whynot»                  | Слабый герой                                    | Победа    | [ 2 ]  |
| Телепремия «Голубой дракон»  | 2024 | Лучший новый актёр               | Привет, печенька                                | Номинация | [ 38 ] |
| Brand Customer Loyalty Award | 2022 | Лучший новый актёр               | Чхве Хён Ук                                     | Победа    | [ 39 ] |
| SBS Drama Awards             | 2021 | Лучший новый актёр               | Парни с ракетками; Таксист                      | Победа    | [ 40 ] |